# Белфер (Вашингтон)
Белфер (енгл. Belfair) насељено је место без административног статуса у америчкој савезној држави Вашингтон.

## Демографија
По попису из 2010. године број становника је 3.931.
| Група             | 2000.    | 2010.         |
| Белци             | 0 (0,0%) | 3.228 (82,1%) |
| Афроамериканци    | 0 (0,0%) | 34 (0,9%)     |
| Азијати           | 0 (0,0%) | 61 (1,6%)     |
| Хиспаноамериканци | 0 (0,0%) | 402 (10,2%)   |
| Укупно            | 0        | 3.931         |